# Љубомира
Љубомира је женско словенско име, настало од имена Љубомир или Љуба.

## Популарност
У Словенији је ово име 2007. било на 543. месту по популарности.